# Liste der Stolpersteine in Kyritz
Die Liste der Stolpersteine in Kyritz enthält alle Stolpersteine, die im Rahmen des gleichnamigen Projekts von Gunter Demnig in Kyritz verlegt wurden. Mit ihnen soll an Opfer des Nationalsozialismus erinnert werden, die in Kyritz lebten und wirkten.
Die Stolpersteine in Kyritz wurden am 24. März 2017 verlegt.
| Stolperstein | Inschrift                                                                                                  | Standort        | Name, Leben        |
| ------------ | --- | --------------- | ------------------ |
|              | HIER WOHNTE HENNY LUCIE CALMON VERH. GOLDBERG JG. 1883 DEPORTIERT 1942 ERMORDET IN SOBIBOR                 | Prinzenstraße 1 | Henny Lucie Calmon |
|              | HIER WOHNTE THEODOR CALMON JG. 1856 GEDEMÜTIGT / ENTRECHTET UNFREIWILLIG VERZOGEN 1936 BERLIN TOT 6.5.1936 | Prinzenstraße 1 | Theodor Calmon     |